# George FitzRoy (1er duc de Northumberland)
George FitzRoy, 1er duc de Northumberland, (28 décembre 1665 - 28 juin 1716) est le troisième et plus jeune fils illégitime du roi Charles II d'Angleterre et de Barbara Palmer, comtesse de Castlemaine (aussi connu comme Barbara Villiers, duchesse de Cleveland). Le 1er octobre 1674, il est créé Comte de Northumberland, baron de Pontefract (Yorkshire) et vicomte de Falmouth (Cornouailles). Le 6 avril 1683, il est créé Duc de Northumberland.

## Biographie
Le premier duc de Northumberland, est né à Merton College, Oxford. En 1682, il est employé dans les services secrets à Venise. À son retour en Angleterre en 1684, il est élu (10 janvier) et installé (8 avril) chevalier de la Jarretière. Il sert en tant que volontaire sur le côté du français au Siège de Luxembourg. En 1687, Northumberland commande la 2e Troupe de Gardes à Cheval. Un an plus tard, il est nommé Lord of the Bedroom. En 1701, il est nommé Connétable du Château de Windsor, en 1710, Lord Lieutenant du Surrey, et, en 1712, il est Lord Lieutenant du Berkshire. En 1703, il remplace le Comte d'Oxford en tant que Colonel du Horse Guards. Sept ans plus tard, le 10 janvier 1710, il devient Lieutenant général. Le 7 avril 1713, il est admis au Conseil Privé et en tant que Chef des échansons de l'Angleterre. 
En mars 1686, il épouse Catherine Wheatley, la fille de Robert Wheatley de Bracknell dans le Berkshire. Catherine est la veuve de Thomas Lucy de Charlecote Park, un capitaine dans la Royal Horse Guards. Peu après le mariage, Northumberland et son frère, Henry FitzRoy (1er duc de Grafton), auraient tenté de l'amener à l'étranger dans un couvent de Gand en Belgique. Après la mort de Catherine en 1714, Northumberland se remarie à Marie Dutton, la sœur du capitaine Mark Dutton.
Le duc vit à Frogmore House à Windsor dans le Berkshire, mais est décédé subitement, âgé de 50 ans à Epsom le 28 juin 1716. Il n'a pas de descendance légitime. Marie est morte à Frogmore House en 1738.